# Franz Wilhelm Beidler
Franz Wilhelm Beidler (Bayreuth, 15 de octubre de 1901 - Zúrich, 3 de agosto de 1981) fue un escritor y jurista suizo hijo del director de orquesta Franz Beidler (1872–1930) y de Isolde Wagner, la primera hija «natural» de Richard Wagner y Cosima Liszt (hija de Franz Liszt).
Su madre mantuvo una batalla legal contra Cósima en 1913–1914 por la sucesión del festival fundado por su padre, nunca se supo si Isolde era hija de Hans von Bülow o del compositor. 
Isolde sostuvo que Franz Wilhelm era el primer nieto de Wagner pero su abuela decretó como único hijo legítimo y heredero del Festival de Bayreuth a Siegfried Wagner.
Isolde murió en 1919 y su hijo Franz Wilhelm se casó en 1925 con Ellen Gottschalk, de origen judío. Marxista y acérrimo enemigo del nacionalsocialismo —que, debido a Winifred Wagner, la viuda de Siegfried, había hecho de Bayreuth un templo del régimen—, terminada la Segunda Guerra Mundial se unió con el alcalde de dicha ciudad para proponer una fundación que dirigiera el festival, sugiriendo los nombres de Ernest Newman, Alfred Einstein, Arnold Schoenberg, Paul Hindemith y Arthur Honegger, y como presidente honorario, su íntimo amigo, el escritor Thomas Mann. La propuesta tuvo buena acogida porque el gobierno de Baviera deseaba «limpiar» el pasado nacionalsocialista, pero el festival pasó a manos de Wieland y Wolfgang, los hijos dilectos de Siegfried y Winifred, que fue forzada a abandonar el cargo irrevocablemente.
Se casó con Ellen Annemarie Gottschalk (1903–1945) con quien tuvo a su única hija, Dagny Ricarda Beidler (* 1942).